# Expedition Happiness
Expedition Happiness ist ein deutscher Dokumentarfilm von Felix Starck. Der Film dokumentiert die Reise von Felix Starck und Selima Taibi mit einem zum Wohnmobil umgebauten Schulbus von Alaska bis Mexiko von Februar bis Dezember 2016.

## Handlung
Der Zuschauer wird beim dreimonatigen Umbau des Schulbusses mitgenommen, genauso wie bei der anschließenden Reise der beiden Berliner mit ihrem Hund Rudi durch Kanada, USA und Mexiko. Die Route führt sie von North Carolina, wo der 13 Meter lange Bus hergerichtet wurde, über die Niagarafälle quer durch Kanada bis nach Alaska. Von diesem nördlichsten Punkt (Fairbanks) folgen Felix Starck und Selima Taibi der Westküste bis nach Los Angeles. Von dort aus werden die Nationalparks im Südwesten der USA besucht, bevor sie nach Mexiko einreisen. Auf der Yucatán-Halbinsel (Tulum) beenden dann beide ihre 10-monatige Tour, die ursprünglich bis nach Argentinien führen sollte.

## Kritik
- Die Süddeutsche Zeitung schreibt: „Ein Film wie ein Diavortrag für das Social-Media-Zeitalter.“[2]
- travelbook.de: „Die irre Schulbus-Reise von zwei deutschen Aussteigern“[3]